# 本登塔尔
本登塔尔是德国莱茵兰-普法尔茨州的一个市镇。总面积10.22平方公里，总人口1143人，其中男性567人，女性576人（2011年12月31日），人口密度112人/平方公里。

本登塔尔 - Bundenthal
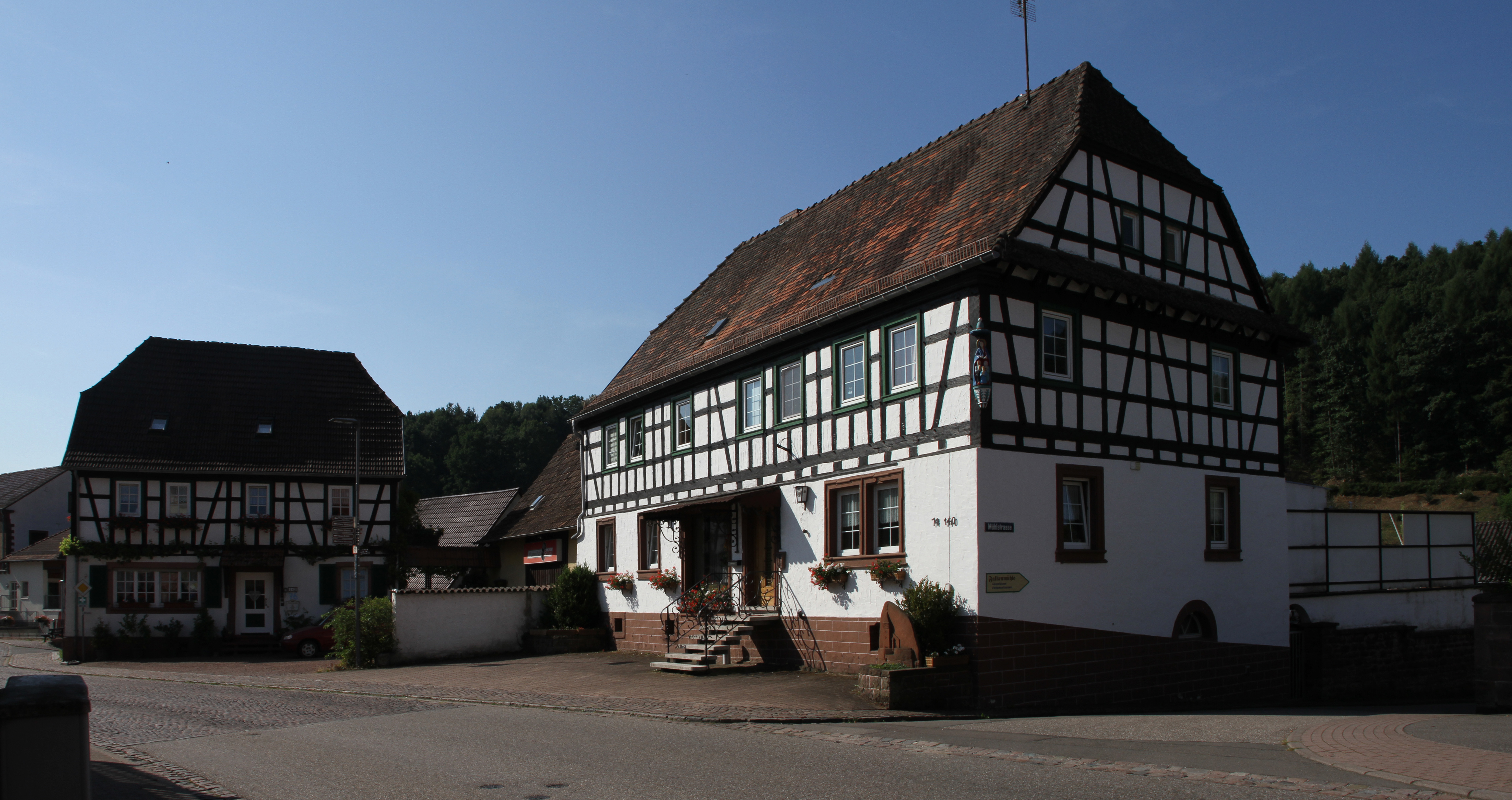
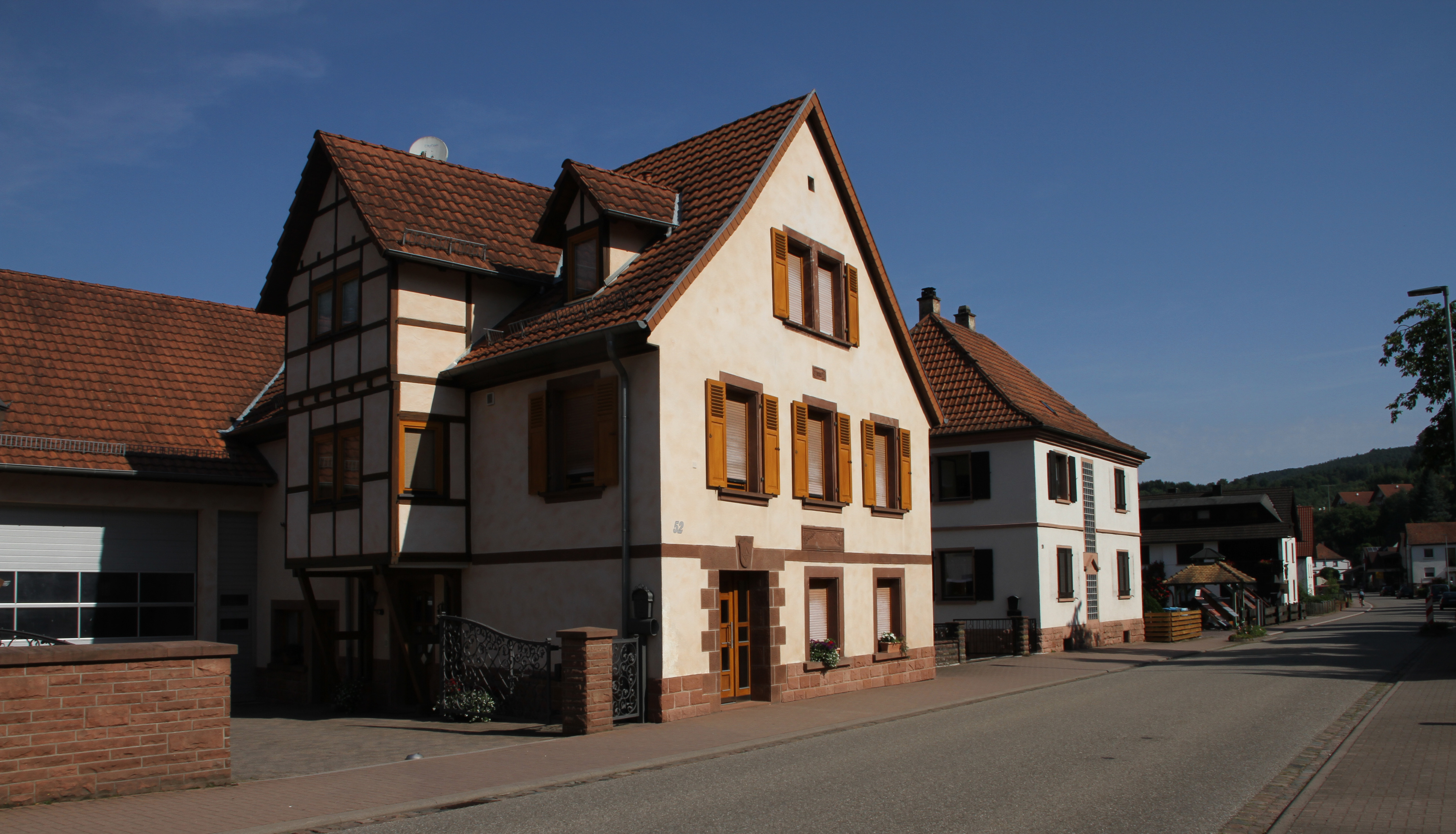
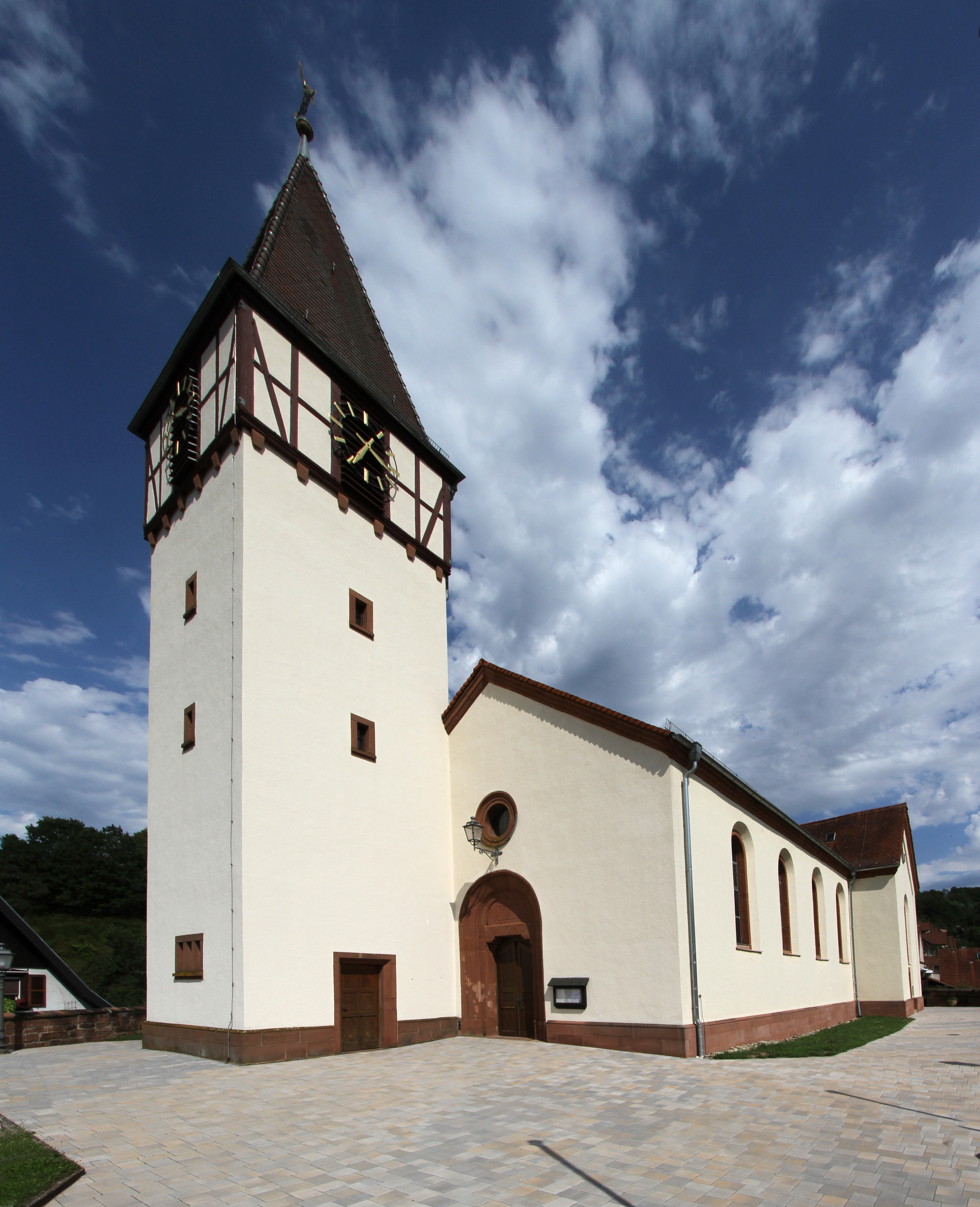
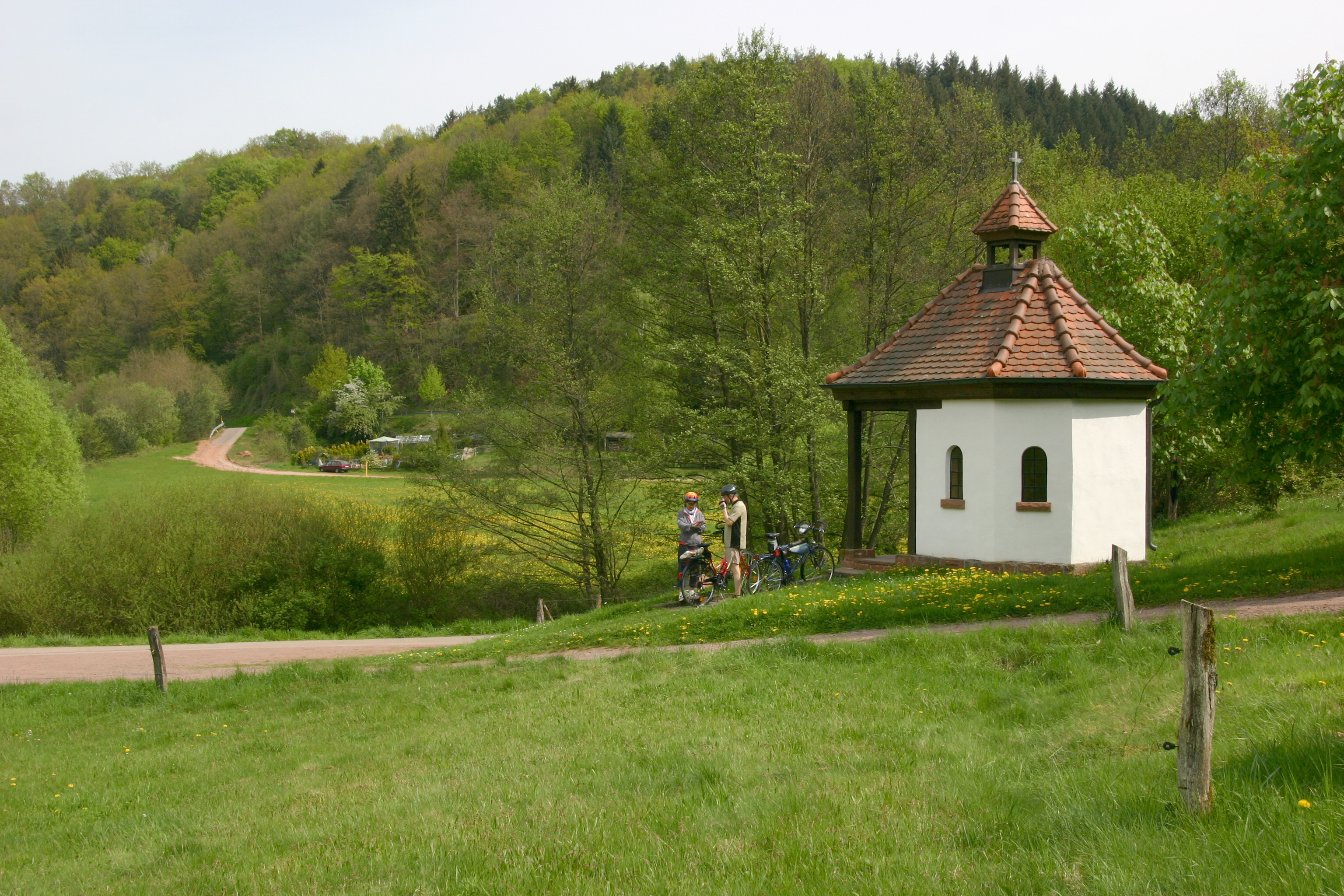
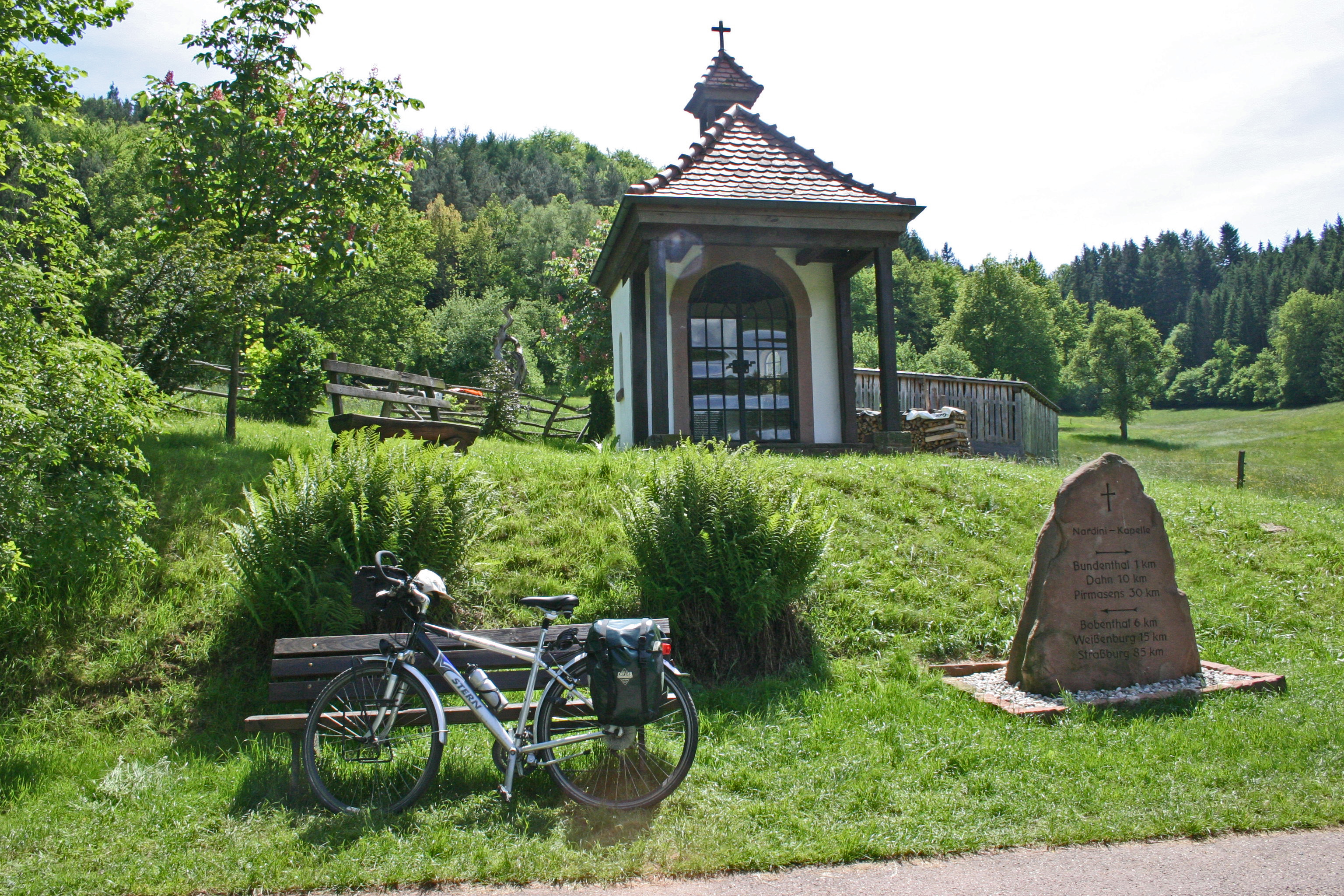
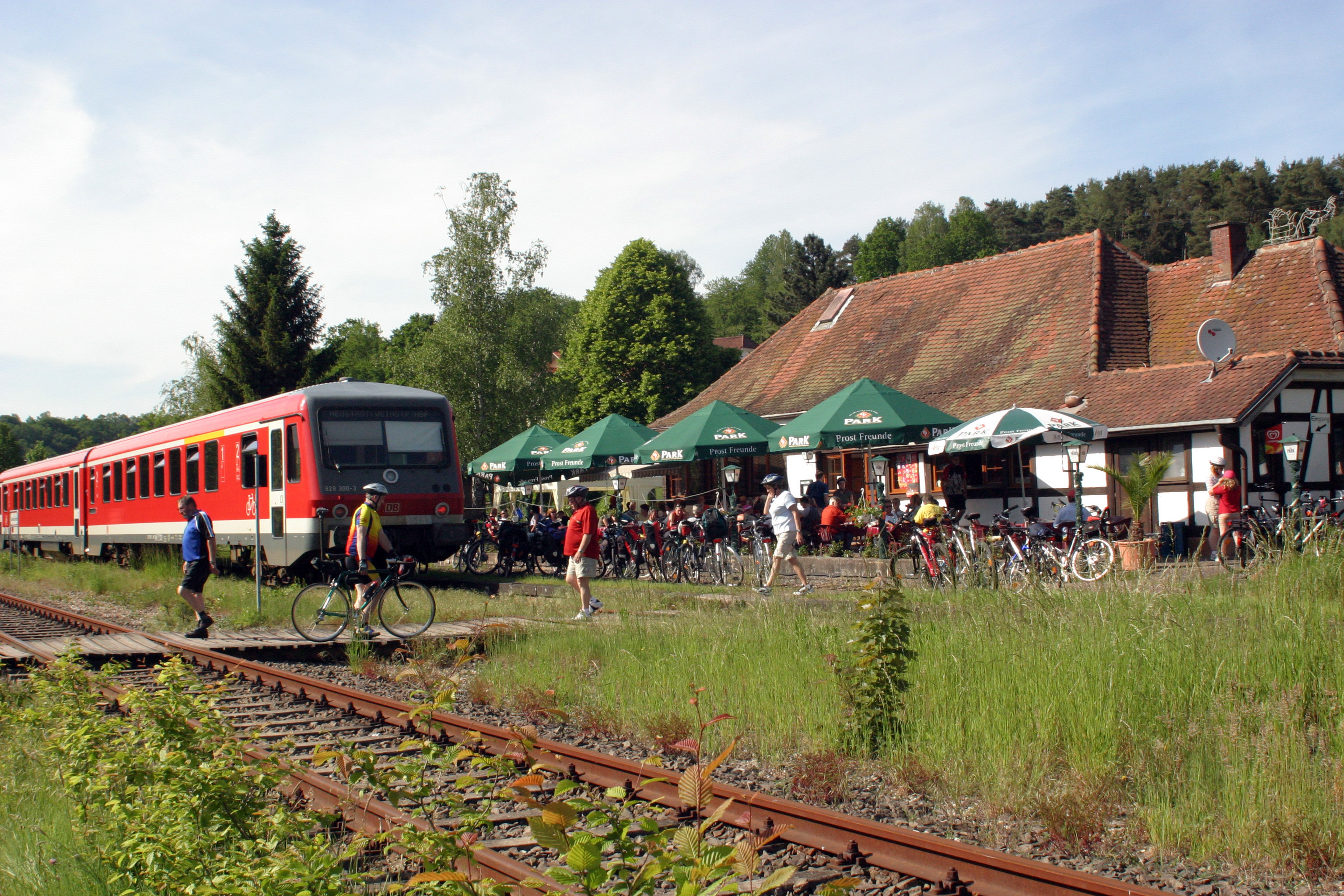
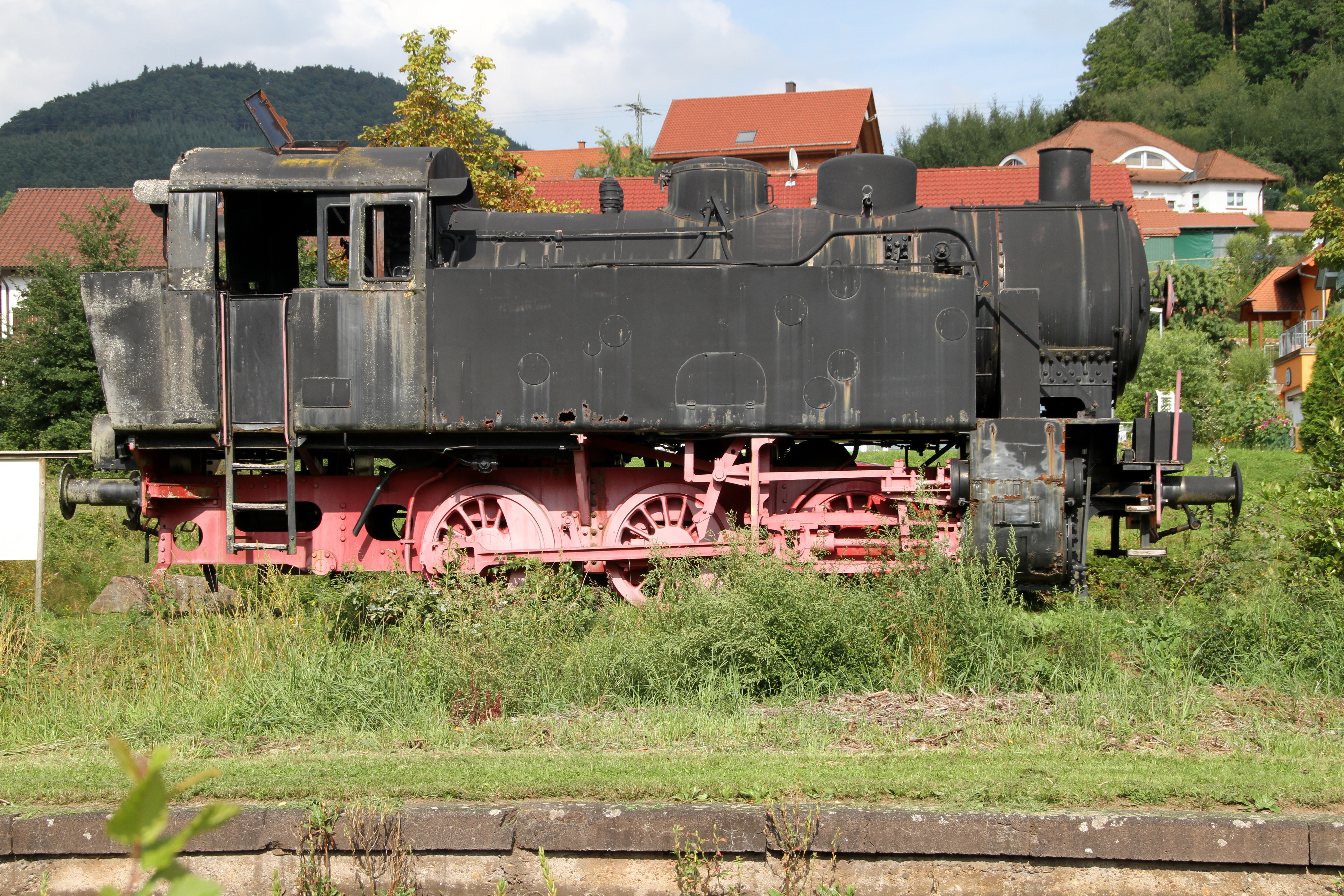